# Slavíkovice (Rousínov)
Slavíkovice (německy Slawikowitz, Lakowitz) jsou vesnice, část města Rousínova v okrese Vyškov v Jihomoravském kraji. Ves leží v údolí potoka Rakovce, 4 km severně od Slavkova u Brna, v nadmořské výšce 227 m n. m. Součástí Rousínova je od roku 1942.

## Historie
První písemná zmínka o Slavíkovicích pochází s určitostí z roku 1351, i když snad se podle této vsi psal již roku 1237 Předbor ze Slavíkovic. V letech 1376–1398 drželi Slavíkovice Majnušové z Mlékovic a Mejlic.
Původně se nacházely v samostatném katastrálním území, které bylo roku 1968 začleněno do katastru Rousínova.

### Orba Josefa II. na poli u Slavíkovic

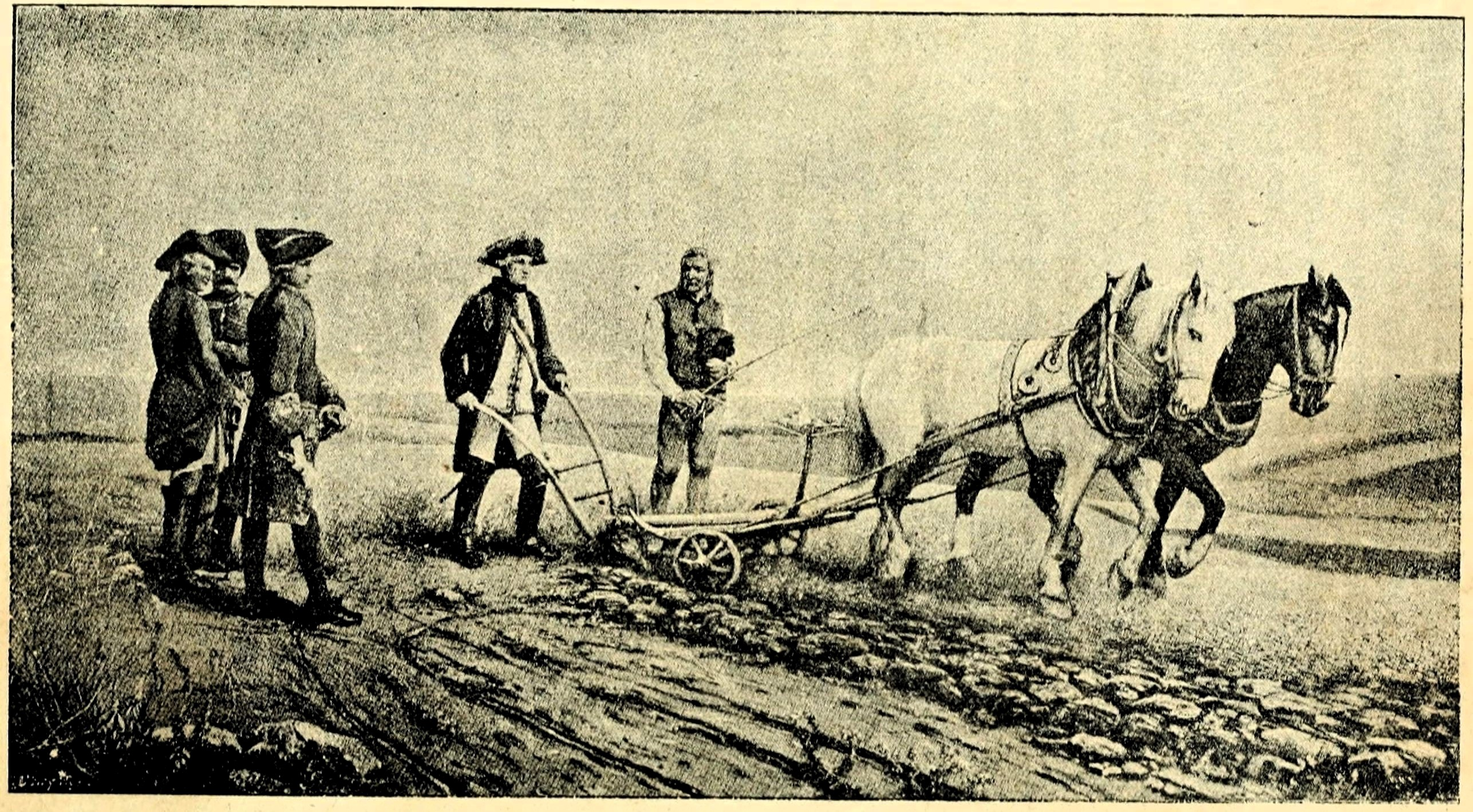
Císař Josef II. účastnící se orby

Vláda císaře Josefa II. se díky vydání tolerančního patentu, zrušení roboty a dalším progresivním výnosům stala obdobím, na které se často vzpomínalo, vztyčovaly se pomníky. Pozoruhodný příběh, který zapříčinil zřízení několika pomníků, vypráví, jak Josef II. dne 19. srpna 1769 vyoral při zastávce na cestě do Olšan na Vyškovsku brázdu na poli u Slavíkovic. Událost, známá dnes z učebnic dějepisu pro základní školy, přiměla již Marii Terezii ke vztyčení pomníku, který by ji připomínal budoucím pokolením.
Ve sbírkách Moravské galerie v Brně se nachází dosud neznámý dřevěný model reliéfu „Josef II. orající na poli u Slavíkovic“. Sloužil jako předloha pro zpracování formy na odlití litinové desky, jež byla součástí pomníku vztyčeného v letech 1835-1836 na poli u Slavíkovic. Byl to už čtvrtý pomník připomínající událost z roku 1769. Rychlá destrukce předchozích tří pomníků přiměla moravské stavy k vytvoření stavby trvalejšího charakteru. Díky aktivitě starohraběte Hugo Františka ze Salm-Reifferscheidtu, majitele železáren v Blansku, bylo roku 1832 rozhodnuto o zhotovení pomníku z litiny. Starohrabě, v roli zadavatele prací, se obrátil na vídeňského sochaře a medailéra Josefa Kliebera (1773-1850).
Litinový pomník Josefa II. orajícího na poli u Slavíkovic byl slavnostně odhalen v květnu roku 1836 a setrval zde až do roku 1921, kdy byl rozebrán.

## Obyvatelstvo

### Struktura
Vývoj počtu obyvatel za celou obec i za jeho jednotlivé části uvádí tabulka níže, ve které se zobrazuje i příslušnost jednotlivých částí k obci či následné odtržení.
| Místní části   | Místní části     | 1869 | 1880 | 1890 | 1900 | 1910 | 1921 | 1930 | 1950 | 1961 | 1970 | 1980 | 1991 | 2001 | 2011 |
| -------------- | ---------------- | ---- | ---- | ---- | ---- | ---- | ---- | ---- | ---- | ---- | ---- | ---- | ---- | ---- | ---- |
| Počet obyvatel | část Slavíkovice | 572  | 557  | 564  | 586  | 633  | 732  | 768  | 680  | 549  | 583  | 579  | 575  | 665  | 678  |
| Počet domů     | část Slavíkovice | 72   | 99   | 110  | 122  | 136  | 146  | 159  | 181  | 0    | 175  | 172  | 222  | 232  | 238  |

### Rodáci
- František Král – voják, interbrigadista a účastník bojů na východní frontě druhé světové války, padl v lednu 1944 u Kyjeva
- Zikmund Trnka – učitel ze Slavíkovic, jenž byl za první světové války popraven za vlastizradu.
- Libor kufka Kužela 1967 rodák ze Slavíkovic básník, zakladatel a bubeník místní kapely Mravní Bahno která se později dala na komunistický odboj v okresu Vyškov.

## Pamětihodnosti
- Barokní zvonice se sochou sv. Jana Nepomuckého z roku 1728
- Venkovský dům čp. 707 / ul. Npor. Krále čo. 15 z 19. století

## Ulice
- Budín, Hlinky, Kovářská, Mlékařská, Nádražní, Npor. Krále, Rudé armády, Šíby, Velešovická, Zábraní

## Galerie

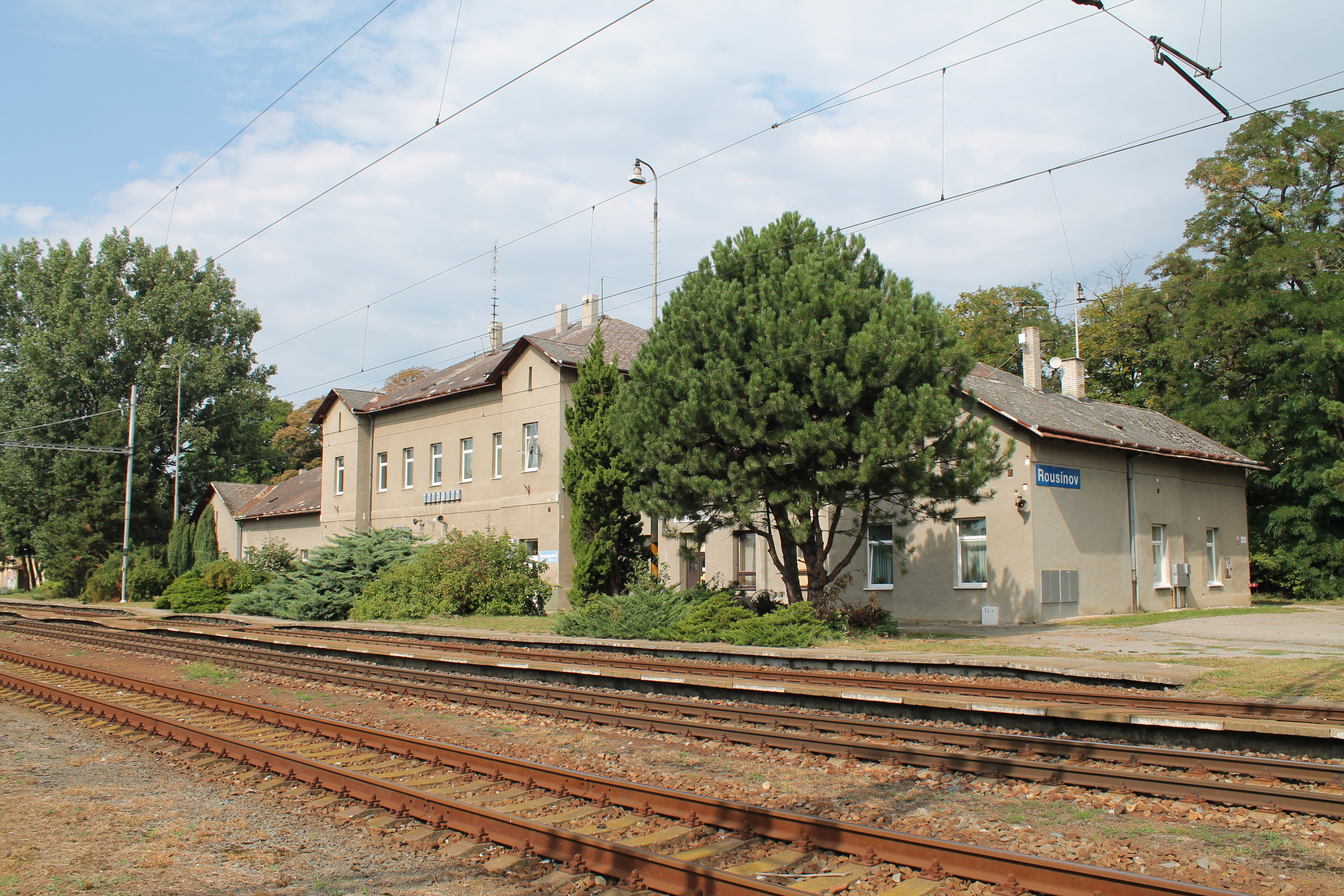
Železniční stanice Rousínov
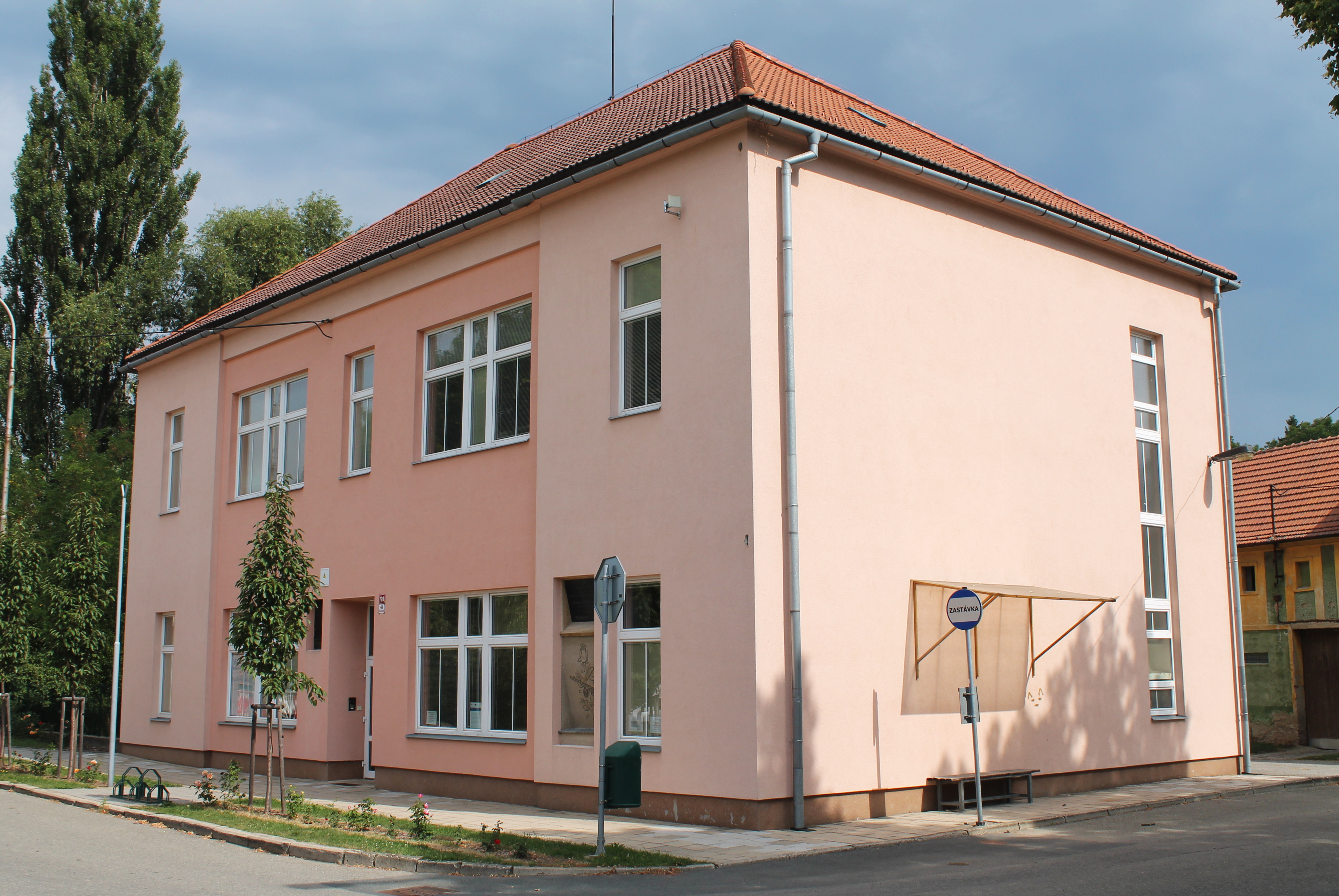
Knihovna a bývalá základní škola
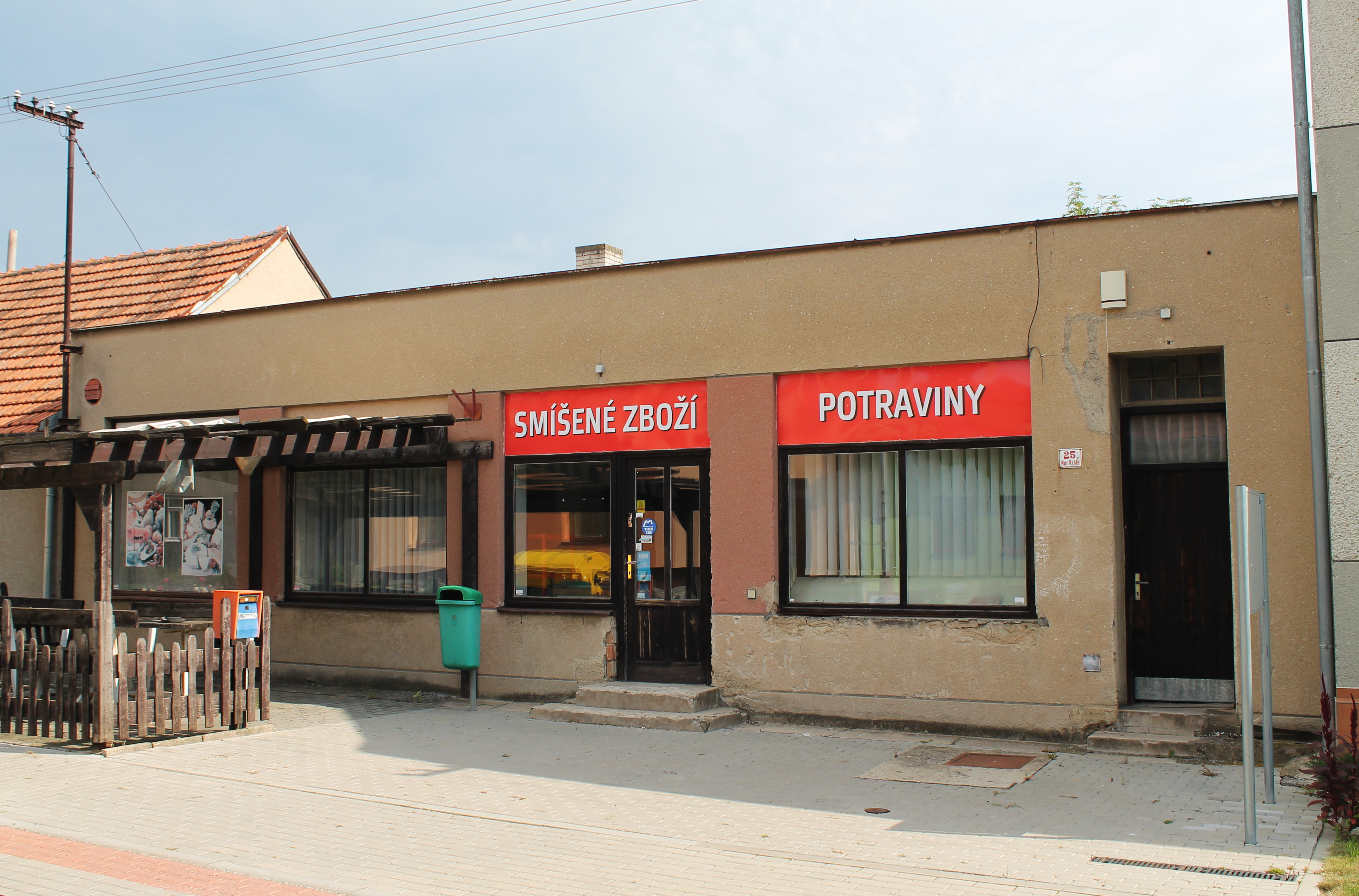
Obchod ve vsi
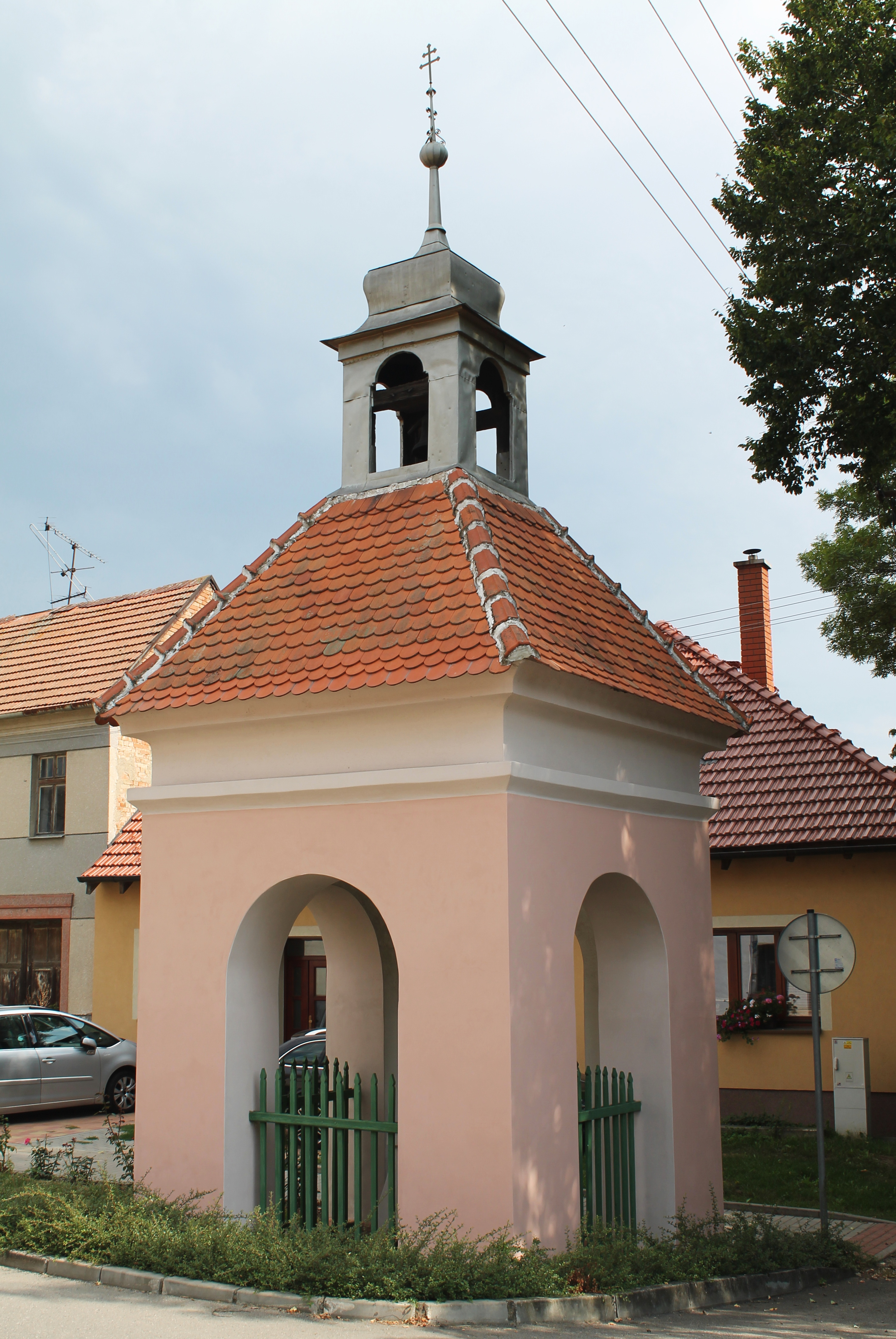
Zvonice
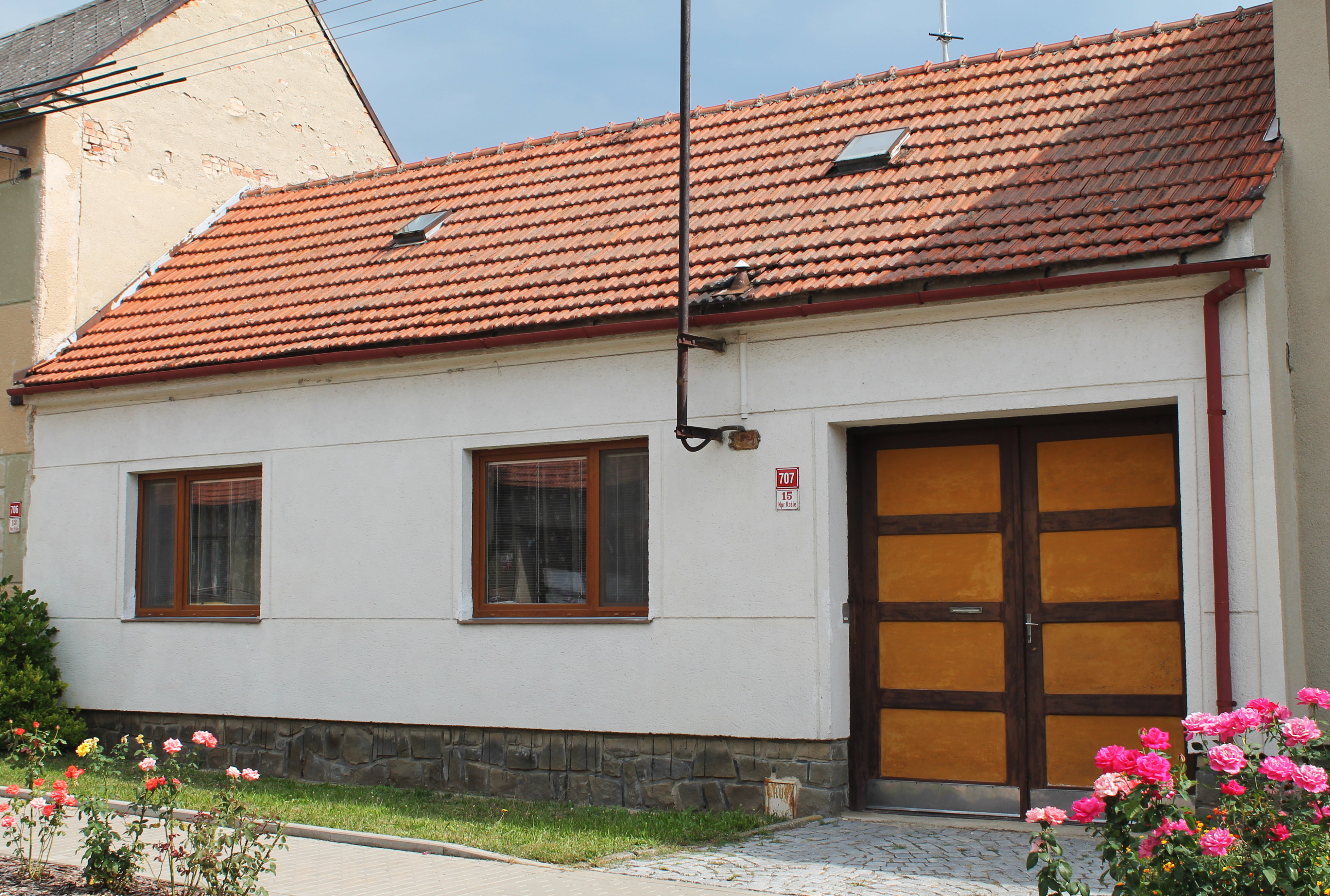
Dům čp. 707
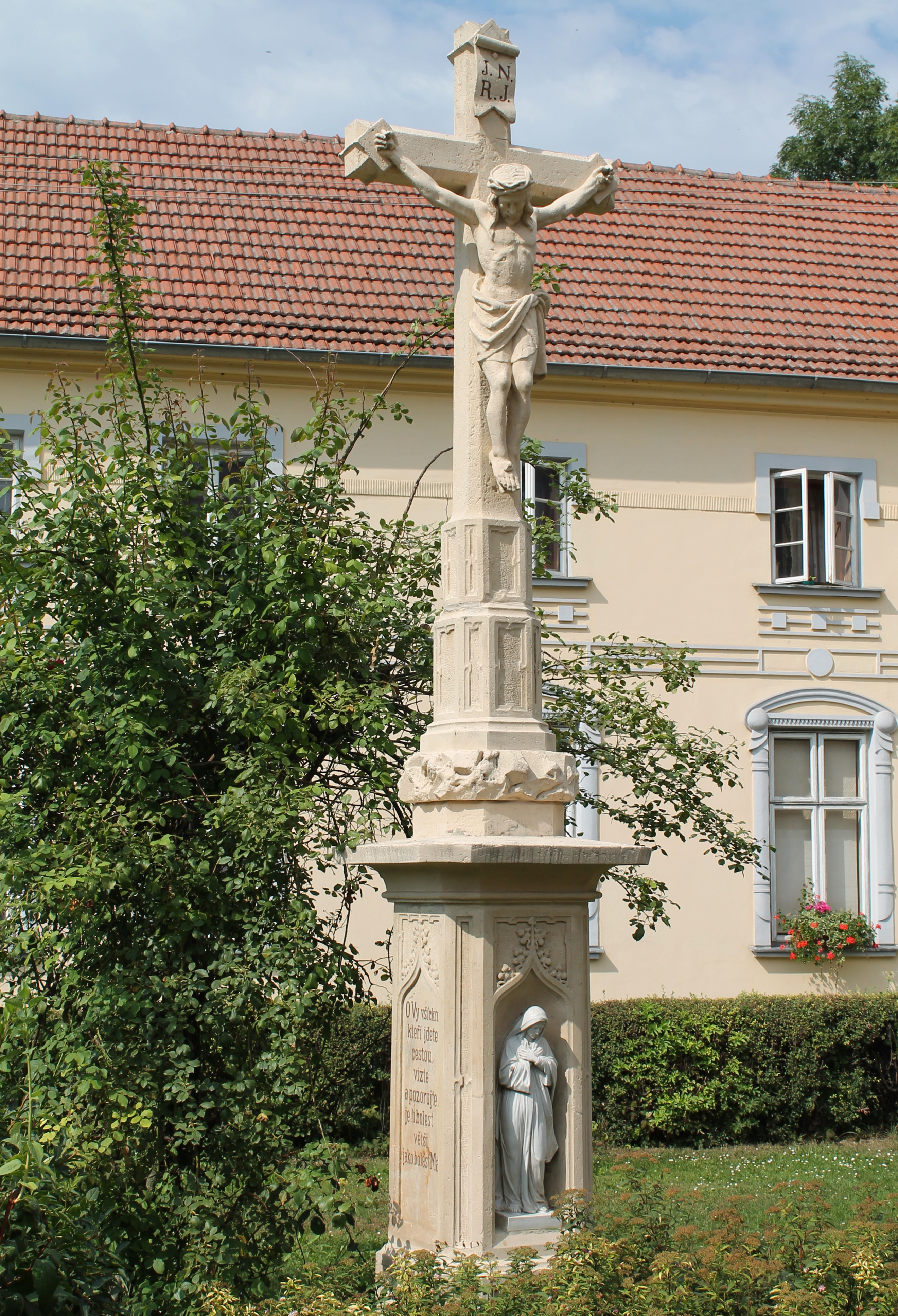
Kříž na návsi
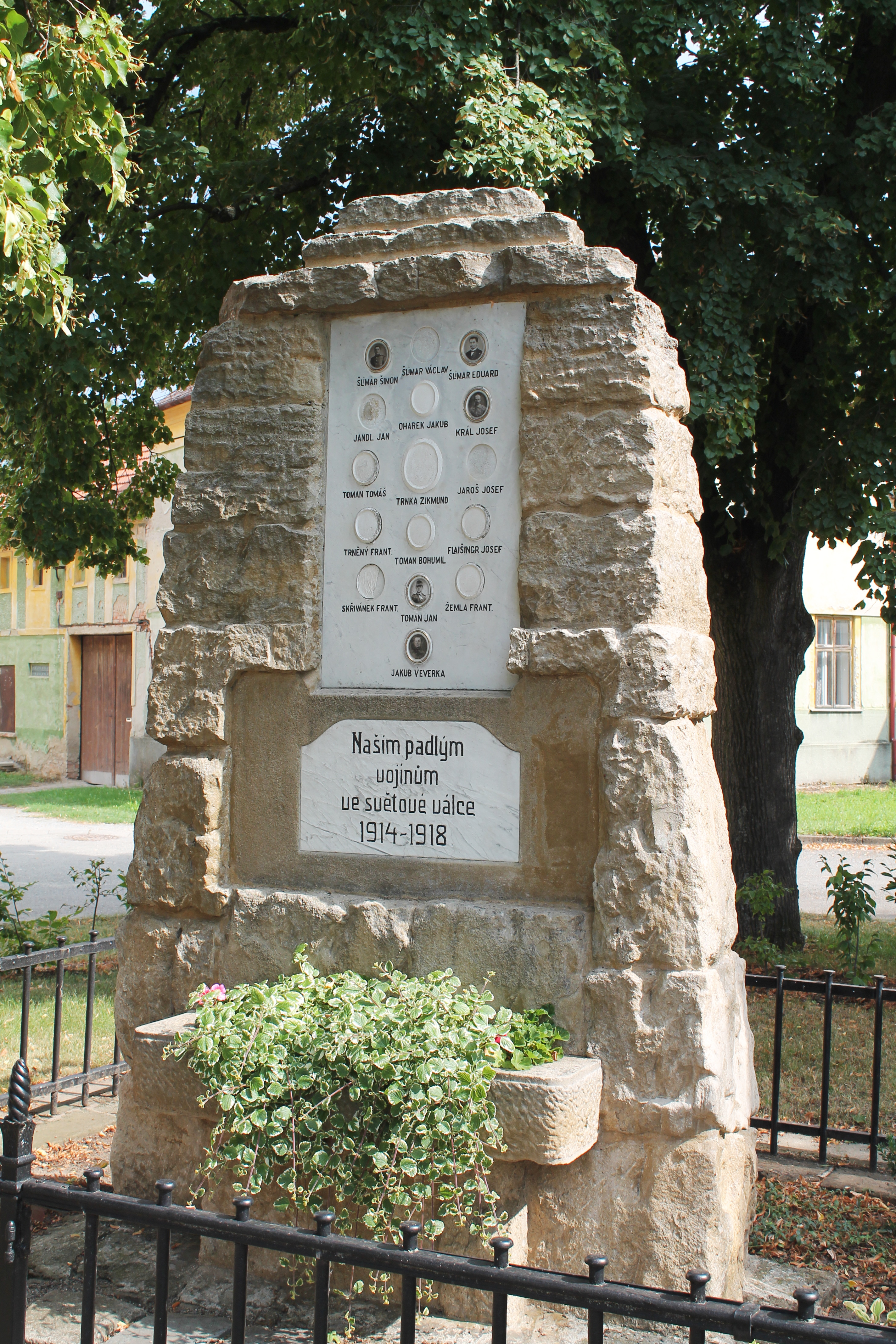
Pomník padlým v první světové válce
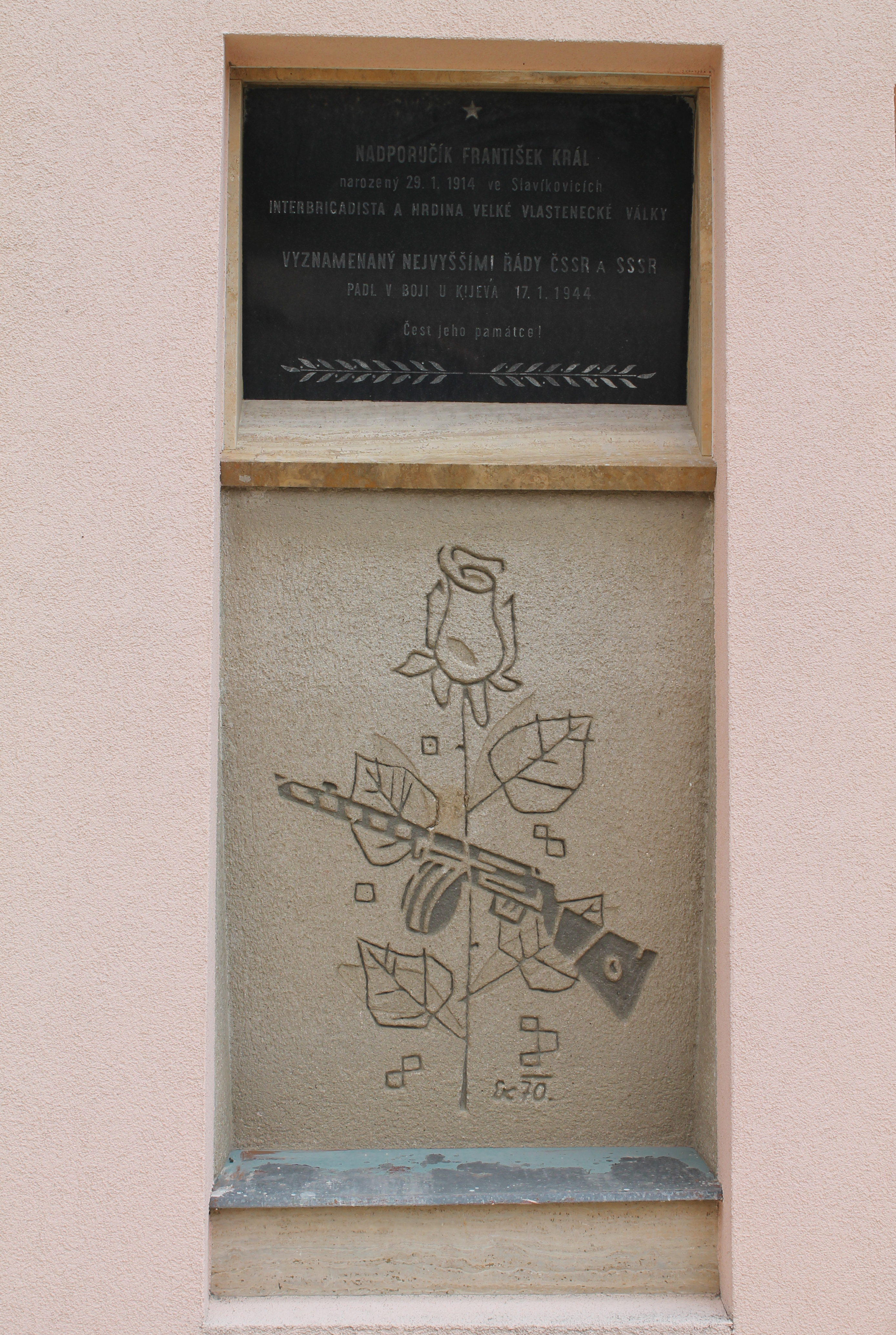
Pamětní deska nadporučíka Františka Krále na budově knihovny